# ホセイン・マーヒーニー
ホセイン・マーヒーニー（Hossein Mahini、1986年9月16日 - ）は、イランの元サッカー選手。元イラン代表。ポジションはディフェンダー。

## 来歴
2011年にイラン代表でデビュー。出場機会はなっかたが、2014 FIFAワールドカップのメンバーにも選出された。2016年までに25試合に出場した。

## 代表歴

### 出場大会
- イラン代表
  - 2014 FIFAワールドカップ

### 試合数
- 国際Aマッチ 25試合 0得点（2011年-2016年）[1]

| イラン代表 | 国際Aマッチ | 国際Aマッチ |
| 年         | 出場        | 得点        |
| ---------- | ----------- | ----------- |
| 2011       | 6           | 0           |
| 2012       | 11          | 0           |
| 2013       | 3           | 0           |
| 2014       | 4           | 0           |
| 2015       | 0           | 0           |
| 2016       | 1           | 0           |
| 通算       | 25          | 0           |